# مکینتاش (آلاباما)
مک‌اینتاش (به انگلیسی: McIntosh) شهری در شهرستان واشینگتن ایالت آلاباما است که مساحت آن ۲٫۵۸ کیلومتر مربع است و در سرشماری سال ۲۰۱۰ میلادی، ۲۳۸ نفر جمعیت داشته و تراکم جمعیتی آن، ۹۲٫۲۵ نفر در هر کیلومتر مربع بوده است.